# Gemalin Xiang

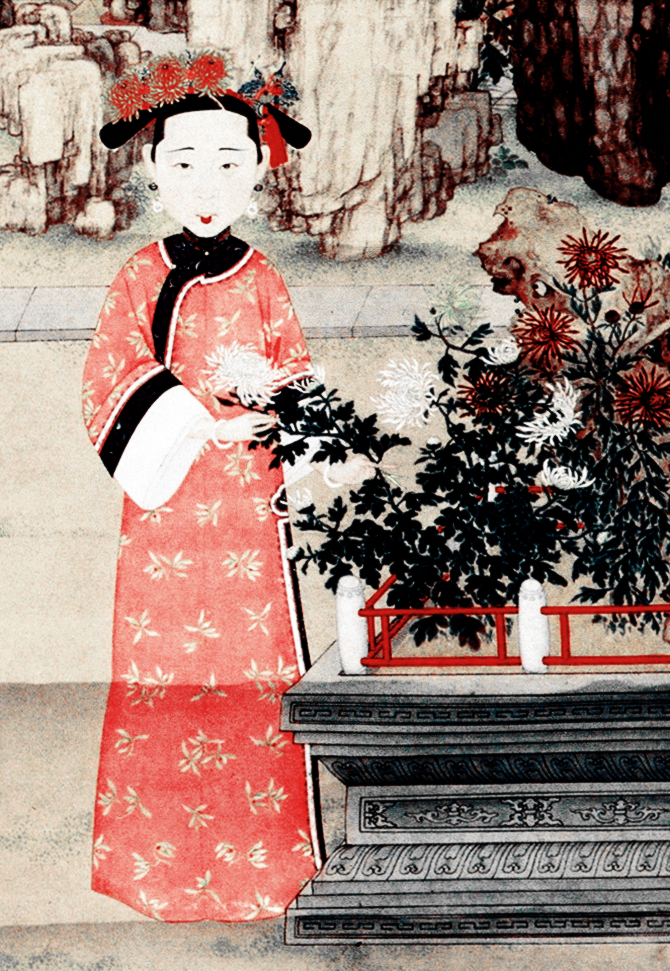
Gemalin Xiang

Gemalin Xiang (Chinees: 祥妃) (? - 15 februari 1861) gehoorde tot de Manchu Niuhuru (鈕祜祿氏) stam. Zij was de dochter van Jiufu (久福) en een bijzit van keizer Daoguang van de Qing-dynastie. 
Genaamd dame Niuhuru ging zij in 1820 naar de Verboden Stad in Peking. In dat jaar overleed keizer Jiaqing en volgde diens zoon Daoguang hem op. Vlak daarna werden er electies gehouden voor Daoguangs harem. Dame Niuhuru werd tijdens deze electies uitgekozen tot een bijzit van lage rang. Aan haar werd ook de titel Xiang (祥; nl; gunstig) geschonken. In 1823 werd zij gepromoveerd tot een bijvrouw van de vierde rang (祥嬪) en naar een bijvrouw van de derde rang "gemalin" in 1825. 
Gemalin Xiang gaf geboorte aan drie kinderen. Haar oudste dochter in 1825, zij overleed echter 6 maanden later. In 1829 haar tweede dochter, prinses Shou Chang (壽臧和碩公主) (1829 - 1856) en in 1831 een zoon, prins Yi Tsung (奕誴) (1831 - 1889).
Na de geboorte van haar zoon werd zij gedegradeerd voor een onbekende reden. Na de dood van de keizer Daoguang in 1850 werd zij weer in eer hersteld. Zij overleed in het elfde regeringsjaar van keizer Xianfeng. Vlak na haar dood werd zij begraven in het Muling mausoleum voor keizerlijke gemalinnen.